# Liste de musées au Royaume-Uni
Pour les autres articles nationaux ou selon les autres juridictions, voir Liste des musées par pays.
Cet article présente une liste non exhaustive de musées au Royaume-Uni, classés par pays ou par territoire d'outre-mer ou dépendance, puis par ville.

## Angleterre

### Bristol
- Musée de l'Empire britannique et du Commonwealth (en)
- Musée industriel de Bristol (en)
- Musée et galerie d'art de Bristol

### Cambridge
- Fitzwilliam Museum
- The Fighter Collection
- Musée Whipple d'histoire des sciences

### Liverpool
- National Museums Liverpool
  - Musée international de l'esclavage
  - Musée de Liverpool
  - Musée maritime de Merseyside
  - Walker Art Gallery
  - World Museum
- Tate Liverpool

### Manchester
- Imperial War Museum North
- Musée des Sciences et de l'Industrie
- Musée de la mine d'Astley Green (Grand Mancherster)

### Oxford
- Ashmolean Museum
- Musée d'histoire naturelle de l'université d'Oxford

### Autres villes
- Bowes Museum (Barnard Castle, Durham)
- Birmingham Museum and Art Gallery (Birmingham)
- Musée des blindés de Bovington (camp militaire de Bovington, Dorset)
- National Media Museum (Bradford, Yorkshire de l'Ouest)
- Tolson Memorial Museum(Huddersfield, Yorkshire de l'Ouest)
- Château de Carlisle (musée du King's Own Royal Border Regiment, Carlisle, Cumbria)
- Jane Austen's House Museum (Chawton, Hampshire)
- Musée des Chemins de fer à vapeur de Swindon
- Didcot Railway Centre (Didcot, Oxfordshire)
- Fabrique de bobines de Stott Park (Finsthwaite, Cumbria)
- Wollaton Hall (Nottingham)
- Petworth House (Petworth, Sussex de l'Ouest)
- Royal Naval Museum (Portsmouth)
- Prieuré de Norton (Runcorn, Cheshire)
- Samlesbury Hall (Samlesbury, Lancashire)
- Snowshill Manor (Snowshill, Gloucestershire)
- Walter Rothschild Zoological Museum (Tring, Hertfordshire)
- The British Postal Museum & Archive (rouvrira à Swindon, Wiltshire, en 2013)
- British National Railway Museum (York)

## Écosse

### Dundee
- McManus Galleries
- RRS Discovery
- V&A Dundee

### Édimbourg
- Galerie nationale d'Écosse
- Musée national d'Écosse
  - Musée de l'Écosse
  - Musée royal
- Scottish National Portrait Gallery
- Musée d'Édimbourg
- Musée de la Grande Loge d'Écosse

### Glasgow
- Collection Burrell
- Galerie d'art moderne
- Hunterian Museum and Art Gallery
- Kelvingrove Art Gallery and Museum

### Autres villes
- British Golf Museum (Saint-Andrews)
- Tankerness House (Kirkwall)

## Irlande du Nord
- Ulster Museum (Belfast)

## Pays de Galles
- Musée national de Cardiff
- Dylan Thomas Centre (Swansea)

## Dépendances et territoires

### Territoires britanniques d'outre-mer

#### Bermudes
- Aquarium, musée et zoo des Bermudes
- Musée Masterworks d'art des Bermudes (en)
- Musée national des Bermudes
- Fort Sainte-Catherine

#### Îles Caïmans
- Musée national des Îles Caïmans
- Musée de Cayman Brac
- Musée de l'automobile
- École de rang

#### Géorgie du Sud-et-les îles Sandwich du Sud
- Musée de la Géorgie du Sud

#### Gibraltar
- Centre du patrimoine militaire
- Château maure
- Musée national de Gibraltar

#### Sainte-Hélène, Ascension et Tristan da Cunha
- Musée de Sainte-Hélène (en)

#### Malouines
- Musée des îles Malouines
- Musée de Port Howard

#### Îles Vierges britanniques
- Musée folklorique des Îles Vierges britanniques

### Dépendances de la Couronne

#### Guernesey
- Musée du costume et des traditions populaires, au parc Saumarez, Sainte-Marie-du-Câtel
- Musée et galerie d'art de Guernesey, à Saint-Pierre-Port
- Musée maritime, à Saint-Pierre-Port
- Musée de l'occupation allemande, aux Houards, La Forêt

#### Jersey
- Jersey Heritage
  - Musée et galerie d'art de Jersey, à Saint-Hélier
  - Musée maritime de Jersey, à Saint-Hélier
  - Musée de la vie rurale d'Hamptonne, à Saint-Laurent

#### Île de Man
- Musée Leece, à Peel
- Musée mannois, à Douglas